# Tesalija
 Ovo je glavno značenje pojma Tesalija. Za druga značenja pogledajte Periferija Tesalija.
Tesalija (Θεσσαλια, suvremeni grčki: Thessalía, vidi Popis tradicionalnih grčkih toponima) područje je u sjevernoj središnjoj Grčkoj, a graniči s egejskom Makedonijom na sjeveru, Epirom na zapadu, Središnjom Grčkom na jugu (u izvorniku: Sterea Hellas, doslovno: stara Grčka) i Egejskim morem na istoku.
Po naravi je nizinska pokrajina. 
Današnja Periferija Tesalija teritorijalno odgovara ovom području.